# Coumba Sow
Coumba Louisa Sow (Zúrich, 27 de agosto de 1994) es una futbolista suiza. Juega como centrocampista en el FC Basel de la Superliga Femenina de Suiza. Es internacional con la selección de Suiza.

## Biografía
Sow nació en Zúrich de padre senegalés y madre neerlandesa. Creció con su familia en el distrito de Oerlikon, apasionándose por el fútbol desde muy joven y jugando con su primo Djibril Sow quien compartió su carrera como futbolista en la misma posición de mediocampista, llegando a la selección suiza.

## Trayectoria
Sow ingresó a la actividad competitiva a los 13 años cuando se unió a las canteras mixtas del Club Höngg de Zúrich donde jugó dos años antes de incorporarse junto a su primo al FC Zürich. Tras un periodo en las juveniles del club, fue incluida en el equipo mayor en la temporada 2013-14 de la Liga Nacional A, ganando ese año el campeonato y debutando en la Liga de Campeones de la UEFA. En ésta anotó su primer gol, el que sentenció el 0-3 final frente al KÍ Klaksvík en la fase de clasificación.
En 2014 hizo pie en Estados Unidos para continuar sus estudios en el Monroe Community College al tiempo que jugaba en su equipo de fútbol universitario. Aquí permaneció hasta 2016, jugando dos temporadas en la National Junior College Athletic Association y acumulando un total de 34 partidos.
Más tarde se transfirió a la Universidad Estatal de Oklahoma-Stillwater para estudiar negocios internacionales mientras jugaba en el Oklahoma State Cowboys de la NCAA. Tras sus dos primeros juegos con las Cowgirls, sufrió una rotura de ligamentos cruzados en la práctica y se vio obligada a alejarse de las canchas durante todo el 2016, regresando al equipo para el año siguiente.
En el verano de 2018, Sow regresó a su tierra natal, firmando nuevamente un acuerdo con su antiguo club de Zúrich de cara a la temporada 2018-19. Ganó el doblete de Copa y Liga y firmó 13 goles, siendo la segunda máxima goleadora de su equipo detrás de Fabienne Humm (17) y séptima de la liga.
En 2019 decidió mudarse a la escena francesa, firmando un contrato de dos años con el Paris FC de la División 1 Féminine, donde se unió a su compatriota Eseosa Aigbogun, quien ya jugaba en el club parisino desde la temporada anterior. Estrenó sus nuevos colores el 24 de agosto, en la primera fecha de la liga en una victoria por 3-1 frente al Dijon FCO, equipo al que anotó su primer y único gol en la liga en el partido de vuelta (fecha 15), abriendo el marcador en la victoria por 4-1. En su primera temporada disputó un total de 10 partidos en Liga (5 como titular), a los que sumó una sola aparición en la Copa, en los dieciseisavos de final, donde marcó el tanto del empate ante el Girondins de Burdeos antes de que su equipo fuera eliminado en los penaltis.
En febrero de 2023, el Servette FC anunció que había llegado a un acuerdo con la mediocampista por el resto de la temporada.

## Selección nacional
Sow empezó a ser convocada por la Asociación Suiza de Fútbol en 2012, formando parte de la selección sub-19 con motivo del doble amistoso de los días 2 y 4 de marzo contra la República Checa (resultados 2-0 y 2-2). Más tarde fue convocada para la fase de clasificación a la Eurocopa Sub-19 de 2012. En este torneo saltó al campo en los tres partidos del grupo 4, donde las suizas no supieron ser lo suficientemente incisivas, perdiendo dos partidos y el boleto a la fase final.
Tuvo que esperar más de seis años para debutar en la selección absoluta de Suiza, cuando la entrenadora Martina Voss-Tecklenburg la convocó para la final de los playoffs en la clasificación de UEFA para el Mundial de 2019. Allí debutó como substituta en el minuto 62 y firmó su primer gol absoluto al marcar el tanto que sentenció el empate a uno ante los Países Bajos, resultado que no bastó para remontar la derrota por 3-0 en la ida.

## Clubes
| Club                 | País    | Año             |
| -------------------- | ------- | --------------- |
| FC Zürich            | Suiza   | 2013            |
| FC Zürich            | Suiza   | 2018 - 2019     |
| Paris FC             | Francia | 2019 - 2023     |
| Servette FC (cedida) | Suiza   | 2023            |
| FC Basel             | Suiza   | 2023 - presente |

## Palmarés

### Títulos nacionales
| Título                      | Club        | País  | Año  |
| --------------------------- | ----------- | ----- | ---- |
| Superliga Femenina de Suiza | FC Zürich   | Suiza | 2013 |
| Copa de Suiza               | FC Zürich   | Suiza | 2013 |
| Superliga Femenina de Suiza | FC Zürich   | Suiza | 2014 |
| Superliga Femenina de Suiza | FC Zürich   | Suiza | 2019 |
| Copa de Suiza               | FC Zürich   | Suiza | 2019 |
| Copa de Suiza               | Servette FC | Suiza | 2023 |